# Radar FuMG 41/42 Mammut
Le Radar FuMG 41/42 Mammut était un radar de veille lointaine à longue portée construit par l'Allemagne à la fin de la Seconde Guerre mondiale. Il a été développé par la société GEMA (Gesellschaft für Elektroakustische und Mechanische Apparate pour Société d'appareillages électro-acoustiques et mécaniques) et était composé de six ou huit réseaux d'antennes Freya commutés ensemble et couplés à deux dispositifs Freya. 

## Description
C'était la première antenne réseau à commande de phase au monde et il était capable de détecter une cible volant à une altitude de 8 000 m et à une distance de 300 km. L'ensemble formait un treillis métallique allant jusqu'à 30 m par 16 m et composé de quatre panneaux, chacun ayant 16 dipôles. Les deux étages supérieurs de l'antenne servaient à l’émission et les deux plus bas, d'antenne réceptrice. Elle 
était donc fixe et le faisceau devait être dirigé électroniquement selon un arc de 55° de chaque côté de l'axe central en avant ou en arrière de l'antenne ce qui laissait des angles morts de 70° de part et d'autre du radar. Pour pallier cet inconvénient, deux Mammuts étaient construits dos à dos, ou à angle droit l'un de l'autre, ce qui donnait une couverture plus complète.
Les services de renseignement britanniques lui ont donné le nom de code de hoarding (« palissade ») sans doute en raison de l'aspect de son immense réseau d'antennes. Même à la fin de la guerre, les rapports des services secrets datant du 20 avril 1945 étaient erronés et précisaient que seuls existaient des prototypes expérimentaux, et qu'il n'existait aucune station opérationnelle. Ceux-ci étaient probablement basés sur des radars comme celui du cap Fagnet à Fécamp où seuls les pylônes du radar étaient montés. L'antenne prévue de 19,60 m sur 13,80 m n'a pu être installée avant le débarquement de Normandie[réf. nécessaire].

## Types
|  |  |  |